# Яроцин (Мазовецьке воєводство)
Яроцин (пол. Jarocin) — село в Польщі, у гміні Бабошево Плонського повіту Мазовецького воєводства.
Населення — 275 осіб (2011).
У 1975-1998 роках село належало до Цехановського воєводства.

## Демографія
Демографічна структура станом на 31 березня 2011 року:
|          | Загалом | Допрацездатний вік | Працездатний вік | Постпрацездатний вік |
| -------- | ------- | ------------------ | ---------------- | -------------------- |
| Чоловіки | 132     | 26                 | 91               | 15                   |
| Жінки    | 143     | 27                 | 73               | 43                   |
| Разом    | 275     | 53                 | 164              | 58                   |